# Артабан I (цар Парфії)
Артабан I (парф. Artabān)(близько 127 — 124/123 до н. е.) — сьомий з відомих династів-Аршакідів. Очолив Парфію по смерті небожа Фраата Наразі неможливо остаточно визначити ступінь родинних зв'язків Артабана на його найближчих попередників (залишається відкритим питання, чи був Артабан рідним братом Міхрдата та Фрагата).
Перебравши владу після раптової смерті Фрагата, Артабан отримав в спадок й безліч проблем, як на східному, так і на західному кордонах царства. На пд.-зах. кордоні новоутворене царство Харакена захопило у парфян Вавілонію та, можливо, Селевкію. На сході, відкупившись від саків щорічною даниною, Артабан почав війну з іншим кочовим етносом, який осів у північній Бактрії, — тохарами. Під час цієї військової кампанії Артабан загинув від поранення, можливо отруйною стрілою. Юстин у своїх епітомах на твір Помпея Трога «Historiae Philippicae» повідомляє наступне:

| «XLII. 2. (1) Замість Фраата було поставлено царем його стрия Артабана. Скіфи, задовільнившись перемогою та розграбувавши Парфію, повернулися додому. (2) Але й Артабана під час війни з тохарами, на яких він напав, було поранено у руку, й невдовзі він помер. (3) Йому наслідував його син Мітрідат, який за власну звитягу мав прізвище Великий… (5) Декілька разів він вів проти скіфів вдалі війни та став месником за ганьбу пращурів…»[6] |
По смерті Артабана влада перейшла до його сина Міхрдата.